# Pierre Paunet
Pierre Paunet  , né à  Barbençon et  mort le 31 mars 1629, est un prélat belge du XVIIe siècle.

## Biographie
Pierre Paunet naît dans le Hainaut le 19 août 1581. Il est membre de l'ordre des frères mineurs, ordonné prêtre le 24 septembre 1605 il est gardien des recollets de  Bruges.  Confesseur de l'infante Isabelle. Paunet est nommé le 3 avril 1628 évêque de Saint-Omer et consacré le 21 mai 1628.

## Source
- (en) Catholic Hierarchy.org: Pierre Paunet
- Ressource relative à la religion :   - Catholic Hierarchy